# Бангольд, Иосиф Конрад
Иосиф Конрад Бангольд (нем. Joseph Konrad von Bangold; 1780—1851) — военачальник вюртембергской службы, генерал.

## Биография
Родился 26 ноября 1780 года в Шпальте.
Обучался в университете Эрлангена — Нюрнберга, где в 1798 году вступил в студенческий союз. Позже учился в университете Ландсхута философии. Затем учился в Вене в медико-хирургической академии, где стал доктором медицинских наук, защитив докторскую диссертацию.
30 апреля апреле 1803 года Бангольд в чине младшего лейтенанта служил в гарнизоне Штутгарта в Вюртемберге на офицерской должности. 5 ноября 1806 года он был произведен в лейтенанты и в 1808 году стал служить при штабе генерал-квартирмейстера. После повышения до чина старшего лейтенанта 6 января 1809, года он стал генерал-адъютантом при корпусе герцога Вильгельма I. Участвовал с ним в кампании 1809 года против Австрии.
23 мая 1809 года пожалован в капитаны II класса, 1 января 1812 года — в капитаны I класса и 17 сентября 1812 года — в майоры.
Во время вторжения Наполеона в Россию, Бангольд в 1813 году был начальником штаба вюртембергских войск, которые во время битвы народов при Лейпциге перешли на сторону альянса. 17 ноября 1813 года он получил звание подполковника, а после битвы при Бриенне — 8 февраля 1814 года — полковника.
В 1821 году Иосиф Конрад Бангольд стал помощником Вюртембергского короля и главой Министерства обороны. По назначению генерал-майором 26 сентября 1822 года, он командовал 3-й пехотной бригадой.
В 1828 году стал губернатором Хайльбронна, в 1830 году — генерал-квартирмейстером, а в 1838 году — генерал-лейтенантом, командиром 1-й пехотной дивизии и губернатором Штутгарта.
В 1842 году Иосиф Конрад Бангольд вышел в отставку. Автор мемуаров и записок, хранящихся в настоящее время в архиве Штутгарта.
Умер 27 марта 1851 года в Каннштате (ныне Бад Каннштат).

## Награды
- Награждён орденом Св. Георгия 4-й степени (№ 3004; 13 июля 1815).
- Также награждён многими другими наградами, среди которых: Орден «За военные заслуги» (Вюртемберг), Орден Фридриха (рыцарь), Орден Почётного легиона (офицер), Орден Церингенского льва, Орден Людвига, Австрийский орден Леопольда (рыцарь).